# Sidkijáš
Sidkijáš (hebrejsky: צִדְקִיָּהוּ‎, Cidkijahu, případně צִדְקִיָּה‎, Cidkija), v českých překladech Bible přepisováno též jako Cidkiáš, Sedechiáš, Sedekjáš či Sedekiáš, byl z Davidovské dynastie v pořadí devatenáctý a zároveň poslední král samostatného Judského království. Jeho jméno se vykládá jako „(Má) spravedlnost (je) Hospodin“. Toto jméno mu dal babylónský král Nebúkadnesar, který sesadil z judského trůnu jeho předchůdce a zároveň synovce Jójakína a dosadil jej místo něj. Předtím byl Sidkijáš známý pod jménem Matanjáš, (hebrejsky: מַתַּנְיָה‎ Matanja, doslova Dar Hospodinův), přepisováno též jako Mataniáš či Mattanja. Dle názoru moderních historiků a archeologů král Sidkijáš vládl asi v letech 596 až 586 př. n. l. Podle kroniky Davida Ganse by však jeho kralování mělo spadat do let 3327–3338 od stvoření světa neboli do rozmezí let 435–423 před naším letopočtem, což odpovídá 11 letům vlády, jak je uvedeno v Tanachu.
Sidkijáš byl synem krále Jóšijáše a jeho ženy Chamútaly, jež byla dcerou Jirmejáše z Libny. Na judský trůn usedl ve svých 21 letech, ale stejně jako před ním jeho bratr Jójakím a poté jeho synovec Jójakín se i on v královské pozici dopouštěl „toho, co je zlé v Hospodinových očích“. Nedbal na varování proroka Jeremjáše a přidal se na stranu osnovatelů spiknutí proti králi Nebúkadnesarovi, jež bylo zřejmě vedeno faraónem Chofrou. Při trestné výpravě babylónského krále byly nakonec prolomeny hradby Jeruzaléma a město vypleněno. Sidkijáši se sice podařilo uprchnout, ale brzy byl dopaden a zajat na Jerišských pustinách. Byl přiveden do Ribly k Nebúkadnesarovi, který nechal před jeho očima popravit jeho syny. Poté byl Sidkijáš oslepen a v řetězech odveden do žaláře v Babylóně, kde zemřel. Mezitím babylónské vojsko dokonalo zkázu Jeruzaléma. Nejen, že město i s Chrámem vypálilo, ale úplně zbořilo jeho hradby. Téměř všichni zbylí obyvatelé Judského království byli odvedeni do babylónského zajetí. V zemi byla ponechána pouze část chudiny pod správou Gedaljáše, který zastával svůj úřad správce v Mispě.